# Pleopeltis leucospora
Pleopeltis leucospora är en stensöteväxtart som först beskrevs av Kl., och fick sitt nu gällande namn av Moore. Pleopeltis leucospora ingår i släktet Pleopeltis och familjen Polypodiaceae. Inga underarter finns listade.